# Liste der portugiesischen Botschafter im Senegal
Die Liste der portugiesischen Botschafter im Senegal listet die Botschafter der Republik Portugal im Senegal auf. Die Länder unterhalten seit 1974 direkte diplomatische Beziehungen, die auf die Ankunft der Portugiesischen Entdeckungsreisenden im heutigen Senegal ab 1444 zurückgehen.
Der erste Botschafter Portugals akkreditierte sich 1975 in der senegalesischen Hauptstadt Dakar. Die portugiesische Botschaft wurde im gleichen Jahr eröffnet, jedoch wurde sie zunächst durch einen Geschäftsträger aufgebaut, und der portugiesische Botschafter in Guinea-Bissau wurde anfänglich im Senegal zweitakkreditiert. Ab 1976 vertrat die Botschaft in Dakar vollumfänglich die portugiesischen Interessen.

## Missionschefs
| Name                                         | Bild    | Amtszeit                             | Anmerkungen                                                             |
| Senegal                                      | Senegal | Senegal                              | Senegal                                                                 |
| -------------------------------------------- | ------- | ------------------------------------ | ----------------------------------------------------------------------- |
| João de Sá Coutinho Sotto Maior              |         | ab 1974                              | Botschafter mit Amtssitz Bissau, am 20. Juni 1975 in Dakar akkreditiert |
| José Manuel Bulhão Martins                   |         | 11. Juli 1975 –13. Dezember 1975     | Übergangs-Geschäftsträger am neueröffneten Amtssitz Dakar               |
| Pedro José Ribeiro de Meneses                |         | 13. Dezember 1975 –10. November 1976 | Übergangs-Geschäftsträger                                               |
| Jorge Syder Santiago                         |         | 10. November 1976 –3. Juni 1982      | Botschafter, am 17. Dezember 1976 akkreditiert                          |
| Carlos Maria Moniz Tavares de Matos Taquenho |         | 7. August 1982 –22. April 1988       | Botschafter, 14. Oktober 1982 akkreditiert                              |
| Fernando Pinto dos Santos                    |         | 31. Mai 1989 –18. Oktober 1994       | Botschafter, am 25. Juni 1989 akkreditiert                              |
| Jorge Raúl da Silva Preto                    |         | 4. Dezember 1994 –30. April 1999     | Botschafter, 1994 akkreditiert                                          |
| João Luís Niza Pinheiro                      |         | 12. April 1999 –31. März 2005        | Botschafter, am 5. Mai 1999 akkreditiert                                |
| António Augusto Montenegro Vieira Cardoso    |         | 4. April 2005 –19. Januar 2009       | Botschafter                                                             |
| Carolina Cordeiro Cabral                     |         | 20. Januar 2009 –31. August 2009     | Übergangs-Geschäftsträgerin                                             |
| Rui Alberto Manupella Tereno                 |         | 1. September 2009 –8. August 2014    | Botschafter, am 28. November 2009 akkreditiert                          |
| Paulo Jorge Pedreira do Nascimento           |         | –31. August 2018                     | Botschafter, am 19. September 2014 akkreditiert                         |
| Vítor Paulo da Costa Sereno                  |         | seit 18. September 2018              | Botschafter                                                             |